# The Battle of Polytopia
The Battle of Polytopia (kortweg Polytopia) is een turn-based 4X-strategiespel ontwikkeld door het Zweedse spelbedrijf Midjiwan AB. Spelers spelen als een van de zestien tribes om een rijk te ontwikkelen en tegenstanders te verslaan in een low poly vierkant-vormige wereld. Spelers kunnen spelen tegen bots of menselijke tegenstanders, lokaal of online. Het spel werd aanvankelijk uitgebracht in februari 2016.

## Geschiedenis
The Battle of Polytopia werd aanvankelijk uitgebracht op iOS in februari 2016 als Super Tribes. In juni 2016 werd de naam van het spel veranderd in The Battle of Polytopia vanwege handelsmerkproblemen. Het spel werd uitgebracht op Android op 1 december 2016. Online multiplayer werd toegevoegd op 15 februari 2018. Een desktopversie op Steam werd uitgebracht op 4 augustus 2020. Het spel werd toegevoegd aan de interface in Tesla-auto's op 25 december 2020. De CEO van Tesla, Inc, Elon Musk, tweette eerder over het spel.
In 2020 werd een nieuwe versie van het spel uitgebracht, genaamd Moonrise. Moonrise maakt gebruik van de Unity game engine, terwijl eerdere versies Adobe AIR gebruikten. Moonrise werd eerst op Steam uitgebracht met de release van de desktopversie op 4 augustus 2020 en vervolgens op mobiel op 23 november van datzelfde jaar.

## Gameplay
The Battle of Polytopia kan gespeeld worden in singleplayer, lokale multiplayer, of online spelmodi. Single-player en lokale multiplayer zijn gratis te spelen, terwijl online multiplayer een aankoop (van een van de tribes) vereist.
Elk spel wordt gespeeld op een willekeurig gegenereerde wereld. Er zijn meerdere speltypen met verschillende winconditions en instellingen die de gameplay aanpassen.
Spelers kunnen kiezen uit 16 selecteerbare personages, genaamd tribes, waarvan er vier gratis zijn en 12 gekocht moeten worden. Vier van de betaalde stammen zijn speciaal, met extra vaardigheden en veranderde gameplay.
Er is ook een leaderboard dat de hoogst scorende spellen van de week weergeeft.

## Milieu-initiatieven
Alle inkomsten uit de verkoop van de "Zebasi"-tribe van het spel op mobiel worden geïnvesteerd in leningen voor zonne-energieprojecten op het Afrikaanse platteland met het Zweedse bedrijf Trine. Sinds oktober 2021 is er meer dan 150.000 euro geïnvesteerd.
Midjiwan AB heeft gedoneerd aan EARTHDAY.ORG's The Canopy Project ter ondersteuning van haar herbebossingsinspanningen.